# 静岡県道141号清水函南停車場線
静岡県道141号清水函南停車場線（しずおかけんどう141ごう しみずかんなみていしゃじょうせん）は、静岡県駿東郡清水町と田方郡函南町を結ぶ一般県道である。

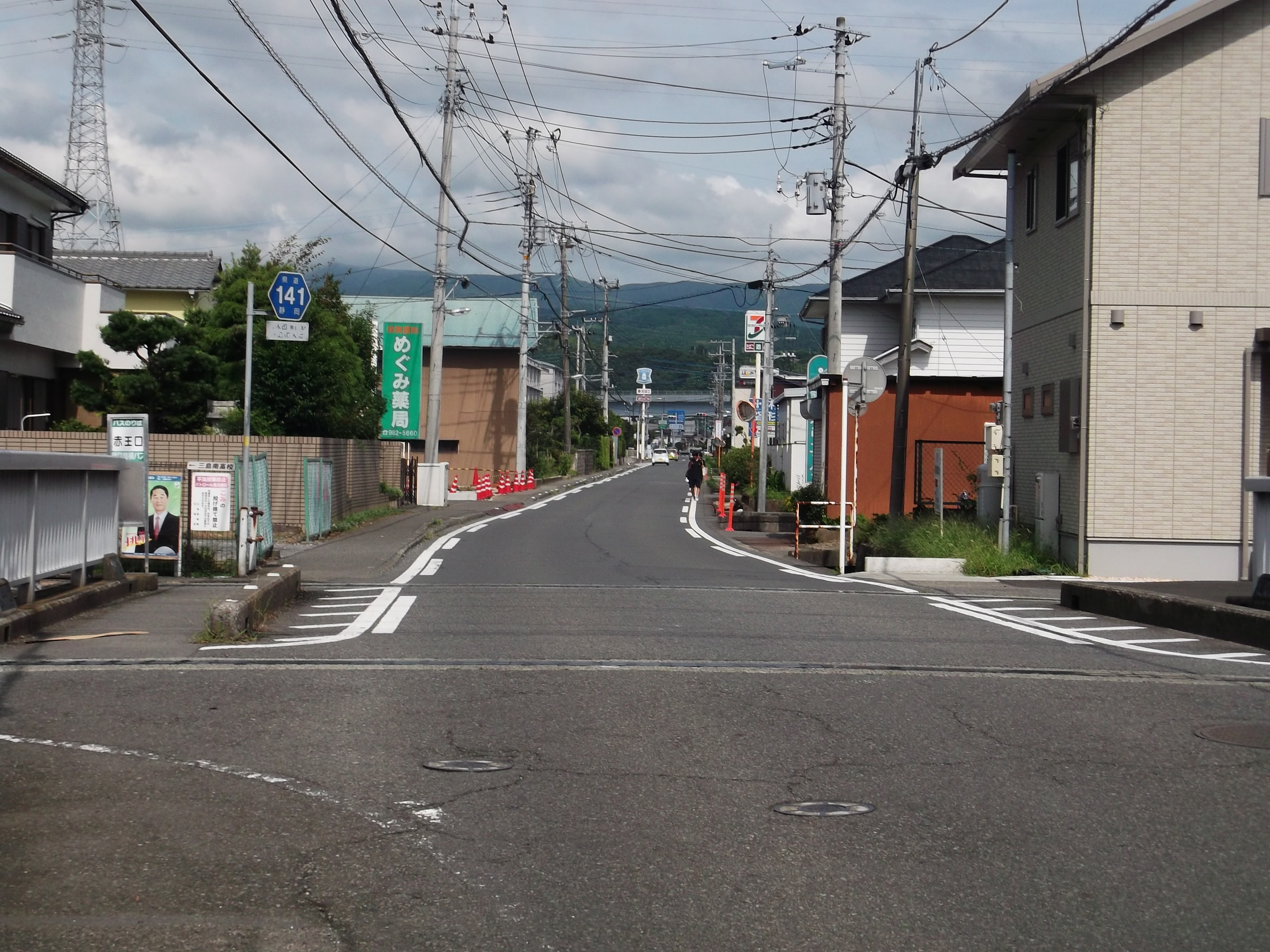
三島市大場

## 概要

### 路線データ
- 起点 : 駿東郡清水町湯川（静岡県道144号下土狩徳倉沼津港線交点）
- 終点 : 田方郡函南町桑原（東海道線函南駅前）

## 接続路線
- 伊豆縦貫自動車道（大場・函南インターチェンジ）
- 国道136号
- 静岡県道135号田原野函南停車場線
- 静岡県道140号三島静浦港線

## 他の交通機関との接点
- 伊豆箱根鉄道駿豆線 大場駅が近い